# Hermann Schemmann

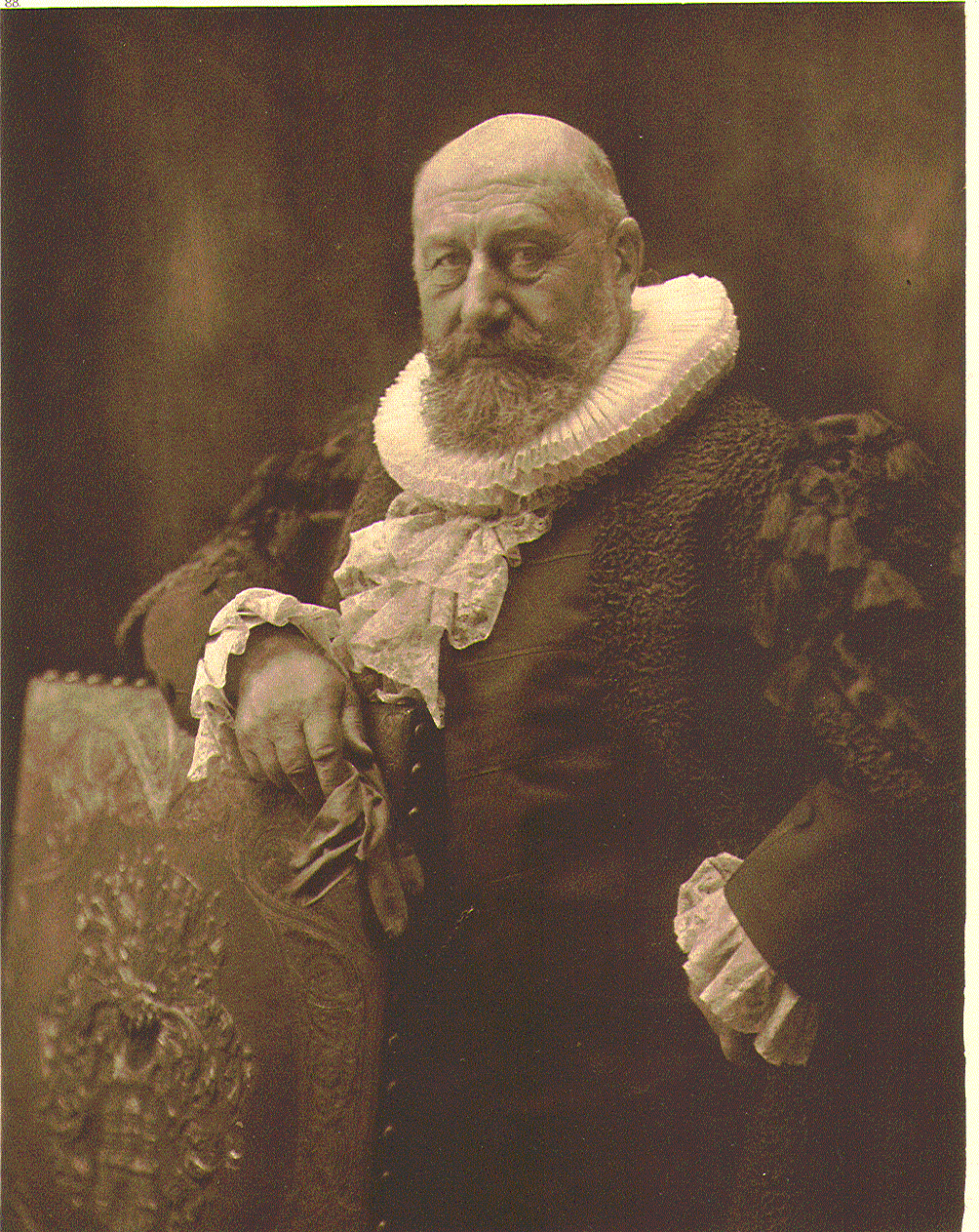
Hermann Schemmann 1905

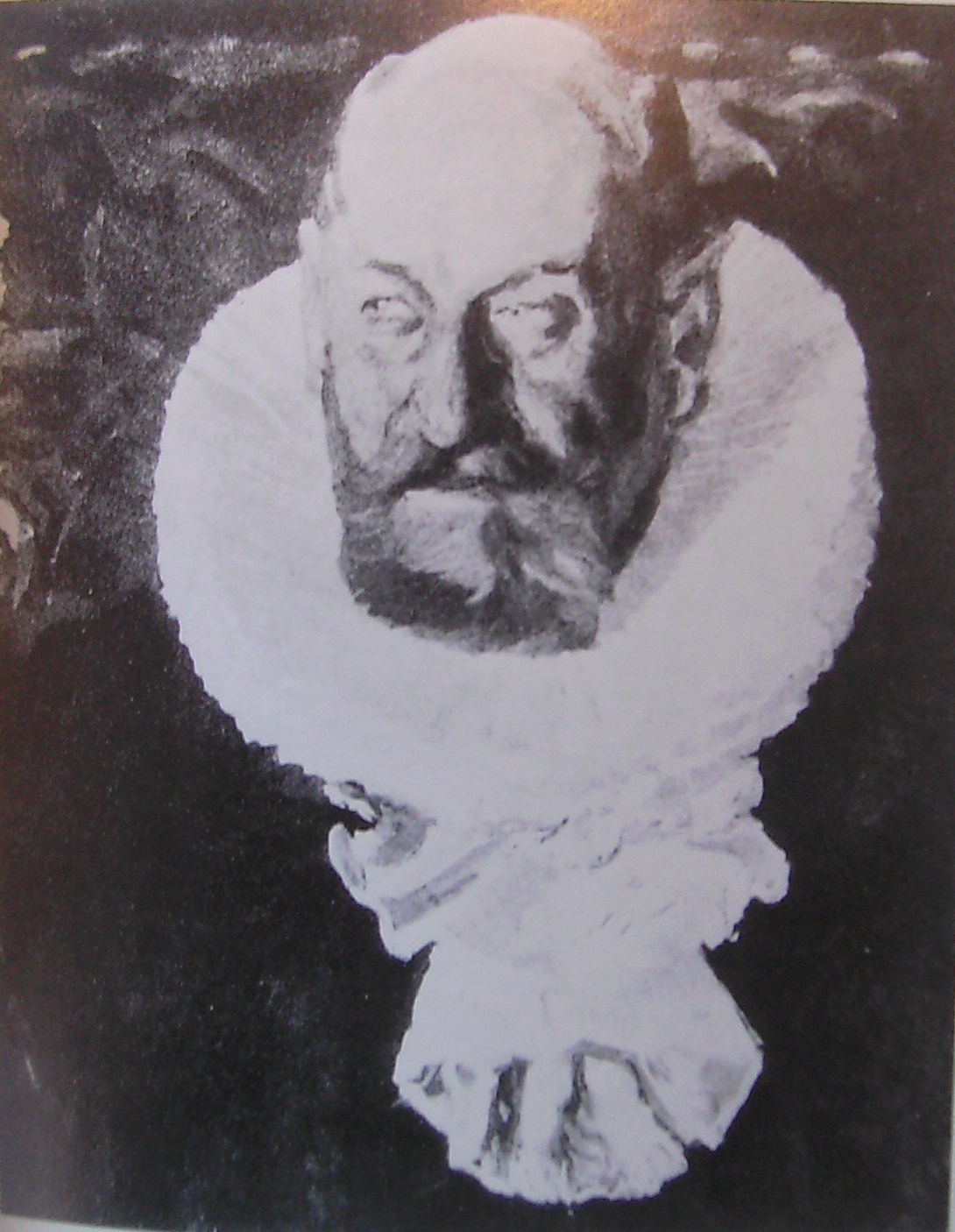
Hermann Schemmann (Porträt von Albert Weisgerber)

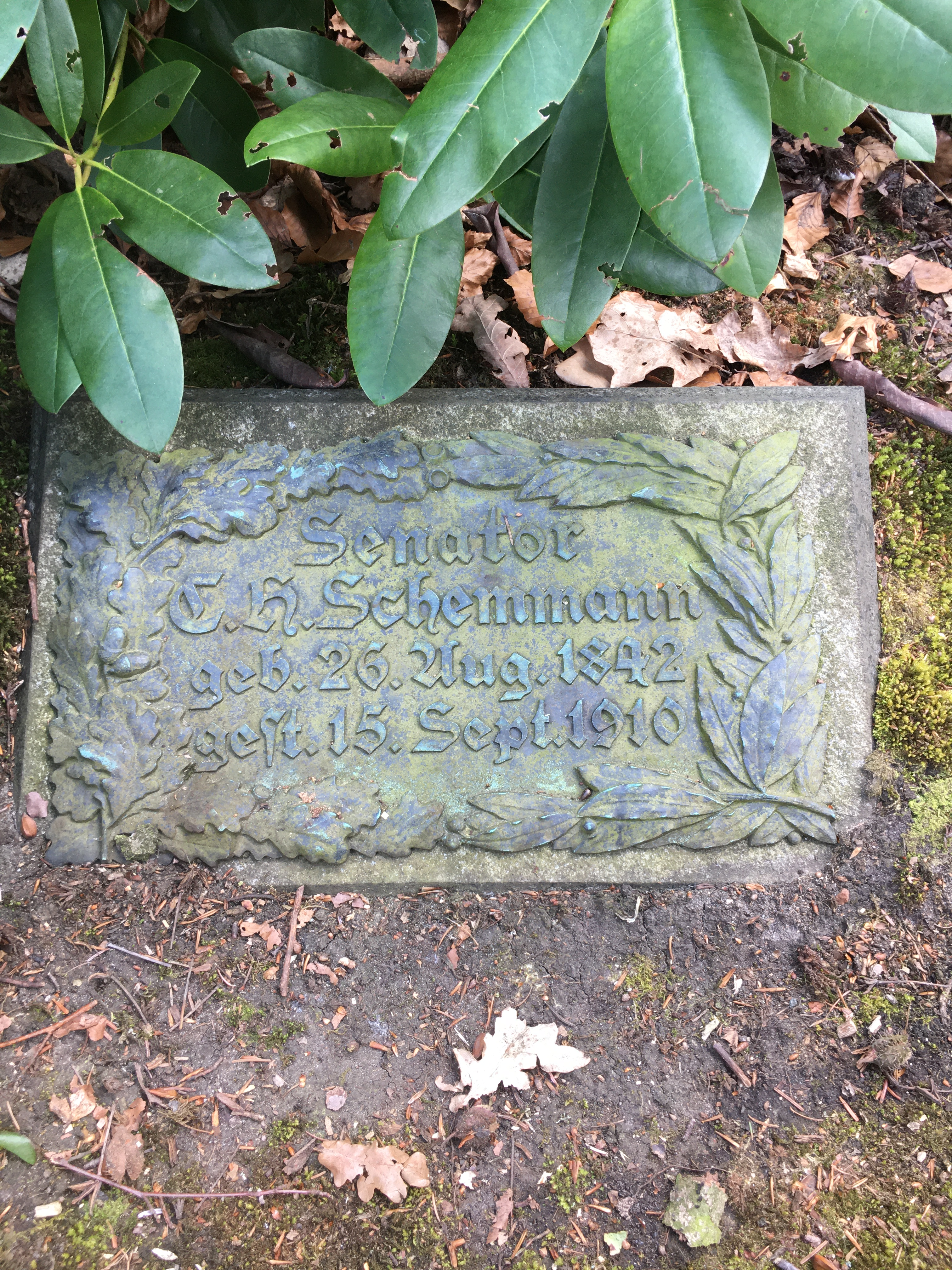
Kissenstein auf der Familiengrabstätte auf dem Friedhof Ohlsdorf

Conrad Hermann Schemmann (* 26. August 1842 in Hamburg; † 15. September 1910 Hamburg) war ein Kaufmann und Hamburger Senator.

## Leben
Schemmann wurde 1871 Teilhaber der alteingesessenen, 1792 gegründeten Firma Schulte & Schemmann. Diese Firma war Hamburgs größtes Eisenhandelsunternehmen, das mit Groß- und Detailhandel befasst war. Hatten Schulte & Schemmann anfänglich vor allem Eisenerzeugnisse aus England in den nordeuropäischen Raum vermittelt, trat der Handel mit englischen Waren zu Schemmanns Zeiten zurück und die Gesellschaft verkaufte vor allem Erzeugnisse aus dem Ruhrgebiet in Hamburg.
Das Unternehmen hatte sein Kontor in einem vielfach gerühmten 1843 von Alexis de Chateauneuf errichteten Bau mit Speicher.
Schemmann engagierte sich neben seiner beruflichen Tätigkeit in der Hamburger Kommunalverwaltung und wurde in die Hamburgische Bürgerschaft gewählt. Als 1883 sein Vater starb, übernahm er zusammen mit seinem Bruder Gustav die Leitung der Firma.
Am 30. November 1885 wurde Schemmann für den zurückgetretenen Peter Heinrich Wilhelm Großmann in den Senat gewählt. Schemmann hat im Senat keine prägende Rolle gespielt, da er weiterhin seine Firma führte. Er war in unterschiedlichen Ämtern tätig, unter anderem leitete er die Schankdeputation. Zeitweise war Schemmann Landherr und musste deshalb während der Choleraepidemie von 1892, als sich die Einwohner Finkenwerders aus Angst vor Ansteckung weigerten, ihre Verstorbenen zu bestatten, persönlich vorstellig werden, um diese vom Sinn einer Bestattung zu überzeugen.
Schemmann trat von seinen Senatsämtern zum 31. Dezember 1904 zurück, da er gesundheitlich angeschlagen war und da er sich verstärkt um sein Unternehmen kümmern musste. Sein Nachfolger im Senat wurde Carl Mathies. 1907 wurde Schulte & Schemmann in eine Kommanditgesellschaft umgewandelt, die neue Teilhaber aufnahm; Schemmann wurde Kommanditist.
Hermann Schemmann wurde im Bereich der Familiengrabstätte auf dem Ohlsdorfer Friedhof östlich des Nordteiches im Planquadrat AA 18 mit den  Grabstellen 123–144 beigesetzt.

## Sonstiges
Schemmann war Ehrenvorsitzender der Hamburgischen Philharmonischen Gesellschaft.
Die Schemmannstraße in Hamburg-Volksdorf trägt ihm zu Ehren seinen Namen.